# جون سيمبسون (لاعب كريكت نيوزلندي)
جون سيمبسون (11 يناير 1907 في نيوزيلندا - 16 يونيو 1980) (بالإنجليزية: John Simpson)‏ هو لاعب كريكت نيوزلندي.

## وصلات خارجية
- جون سيمبسون على موقع إي آس بي آن كريك إنفو (الإنجليزية)